# 广教寺
广教寺，位于江苏省南通市崇川区狼山，汉族地区佛教全国重点寺院之一，為大勢至菩薩的道場。

## 历史沿革
广教寺始建于唐总章二年（669年），其开山祖师为僧伽大聖，唐中宗尊为国师。宋朝太平兴国年间智幻住持广教寺，其弘法修寺，建造大圣殿、支云塔。

## 建筑风格
广教寺的寺院建筑遍布狼山。山顶有山门、萃景楼、圆通宝殿、大圣殿，还有葵竹山房、三仙祠、云塔等。山下建筑群有大佛殿、轮藏殿、大悲殿、金刚殿、藏经楼、晒经楼、枕山楼、方丈室及僧宏等。其旁有骆宾王墓、望江亭、御亭、平倭碑亭、白雅雨墓等景观，亦有双眼石、鸽子岩、磊落矶、寒玉泉等名胜。
支云塔屹立在狼山之巅，是广教寺最有特色的建筑。塔建于北宋太平兴国年间，高35米，木质结构，五级四层，四面正方，各层有小间，由下向上次第收缩。